# میرحسین خوشنویس
سید حسین خوشنویس‌باشی، شناخته‌شده به نام‌های میرحسین خوشنویس‌باشی، آقا سید حسین خطاط طهرانی، سید حسین خوشنویس‌باشی تبریزی و میرحسین ترک، خوشنویس ایرانی در نیمهٔ دوم سدهٔ سیزدهم قمری بود. زادروز او مشخص نیست اما سال درگذشت او را میرزا غلام‌رضا اصفهانی، دوست و هم‌دورهٔ او در خوشنویسی، در بیاض خود شنبه ۱۳ نوروز ۱۲۹۷ قمری معادل با ۲۰ ربیع‌الثانی ۱۲۹۷ قمری ذکر کرده است. اعتمادالسلطنه نیز درگذشت او را به سال ۱۳۰۰ قمری و در دارالسلطنهٔ تبریز ثبت کرده است. وی خوشنویسی را نزد پدر خود سید علی تهرانی آموخت.

## زندگی
اعتمادالسلطنه میرحسین را اصالتاً اهل تهران می‌داند اما به سبب سال‌های طولانیِ اقامت در تبریز برای تعلیم ولیعهد وقت، مظفرالدین شاه قاجار، به نام‌های خوشنویس‌باشی تبریزی یا میرحسین ترک نیز شناخته می‌شود. اما یادداشت منصور دربارهٔ میرحسین در چکامهٔ خوشنویسان این ادعا را طرح می‌کند که او اهل قم بوده است. منصور می‌نویسد:
«مرحوم مغفور آقا سید حسین خوشنویس‌باشی قمی در اثر اقامت ممتد در تبریز مشهور به آقا سید حسین ترک بوده. حکومتیان وقت برای تصحیحات حسن خط، اطفالشان را به تبریز آورده بودند. در تبریز محلهٔ ششگلان، ناحیهٔ سه، می‌نشست. مرحوم خوشنویس‌باشی شاگردان زیادی از اعیان‌زاده‌ها داشته. مرحوم مظفرالدین میرزا در دوران جوانی جزو متعلمین خط‌نگار آن مرحوم بوده.»
عنوان رسمی او خوشنویس‌باشی است و عمدهٔ فعالیت او در خوشنویسی، بنا به نمونه‌های رقم‌دار یا منسوب، مربوط به قطعه‌نویسی و سیاه‌مشق است. از وی اثری در قالبِ کتابت یا دیگر قالب‌های متعارف خوشنویسی نستعلیق تا کنون شناخته نشده است. وی مانند دیگر شاگردان سید علی تهرانی، میرزا غلام‌رضا اصفهانی و میرزا محمدکاظم تهرانی، در سیاه‌مشق‌نویسی شیوهٔ مخصوصی دارد.
سیاه‌مشق‌های او از جهت ترکیب‌بندی‌های بدیع و مستحکم در تاریخ خوشنویسی ایرانی مورد توجه اهالی خوشنویسی، پژوهشگرانِ این حوزه و مجموعه‌داران بوده است.

## فرزندان
میرحسین دو پسر به نام‌های میرمحمدتقی و میرزین‌العابدین داشته که در سال‌های ۱۳۰۰ تا ۱۳۰۳ قمری از میرزا غلام‌رضا اصفهانی تعلیم گرفته‌اند.

## شاگردان
از شاگردان میرحسین به نام‌های میرزا یوسف، میرزا علی‌محمد و میرزا مهدی‌خان اشاره شده است.

## آثار
از آثار وی، که بین سال‌های ۱۲۷۱ و ۱۲۹۵ قمری و به نام میرحسین رقم زده شده‌اند، در موزه‌ها و مجموعه‌های شخصی موجود است.
مهدی بیانی در احوال و آثار خوشنویسان حدس زده که کتیبهٔ سنگ مزار محمدشاه قاجار در قم، دربردارندهٔ اشعاری از سروش اصفهانی، به خط میرحسین است و قرینهٔ دیگری ارائه نکرده است.

## نگارخانه

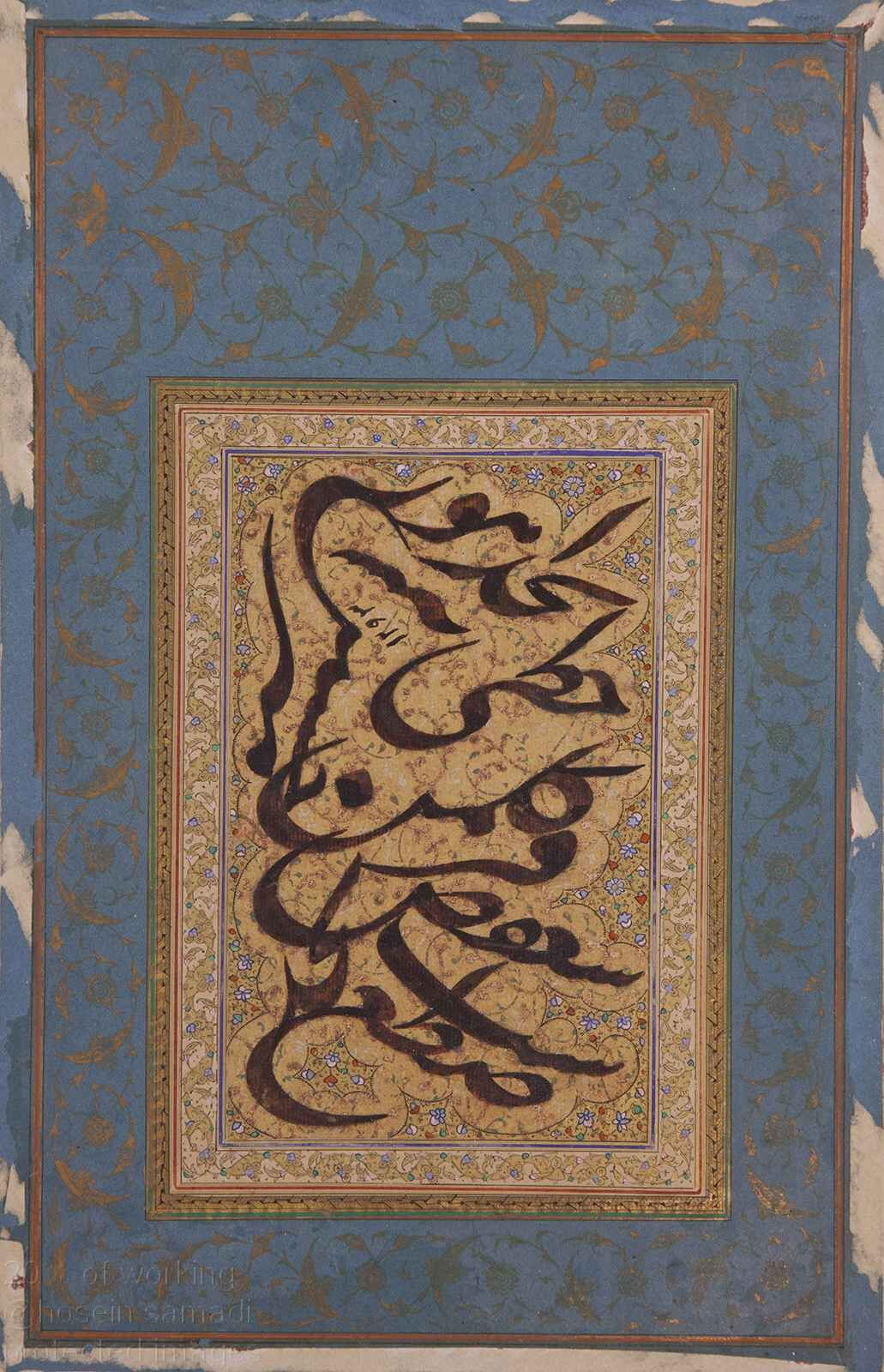
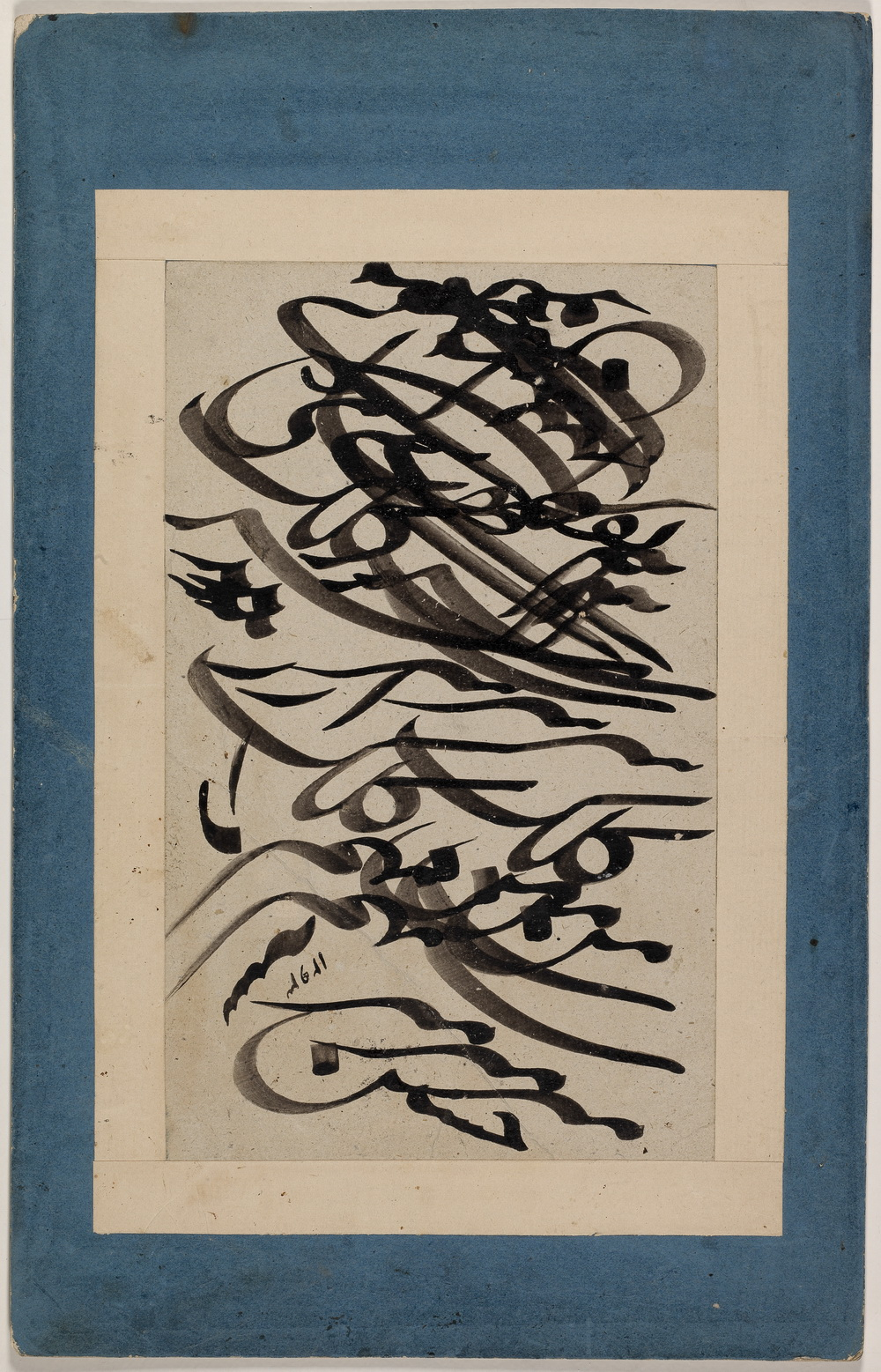
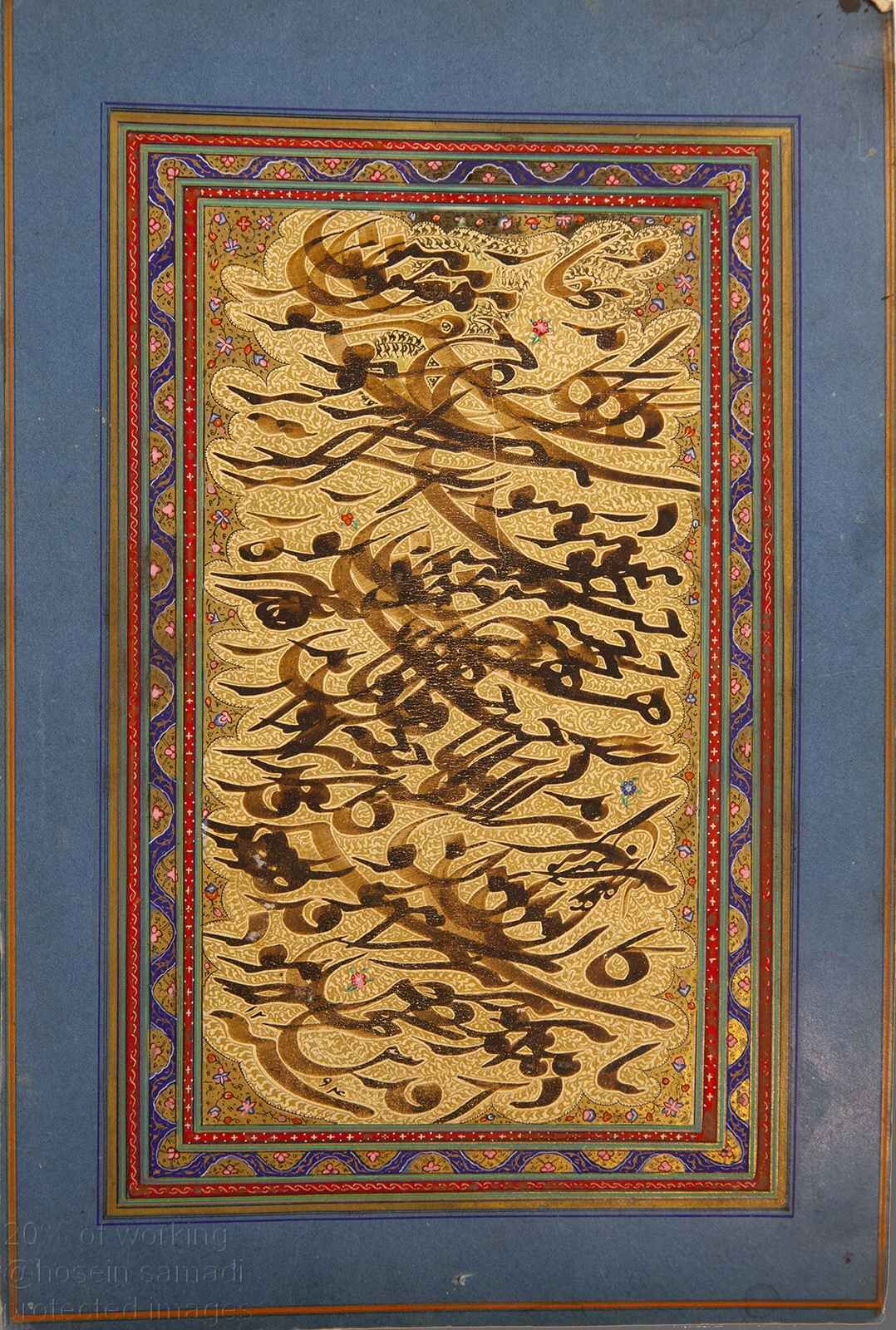
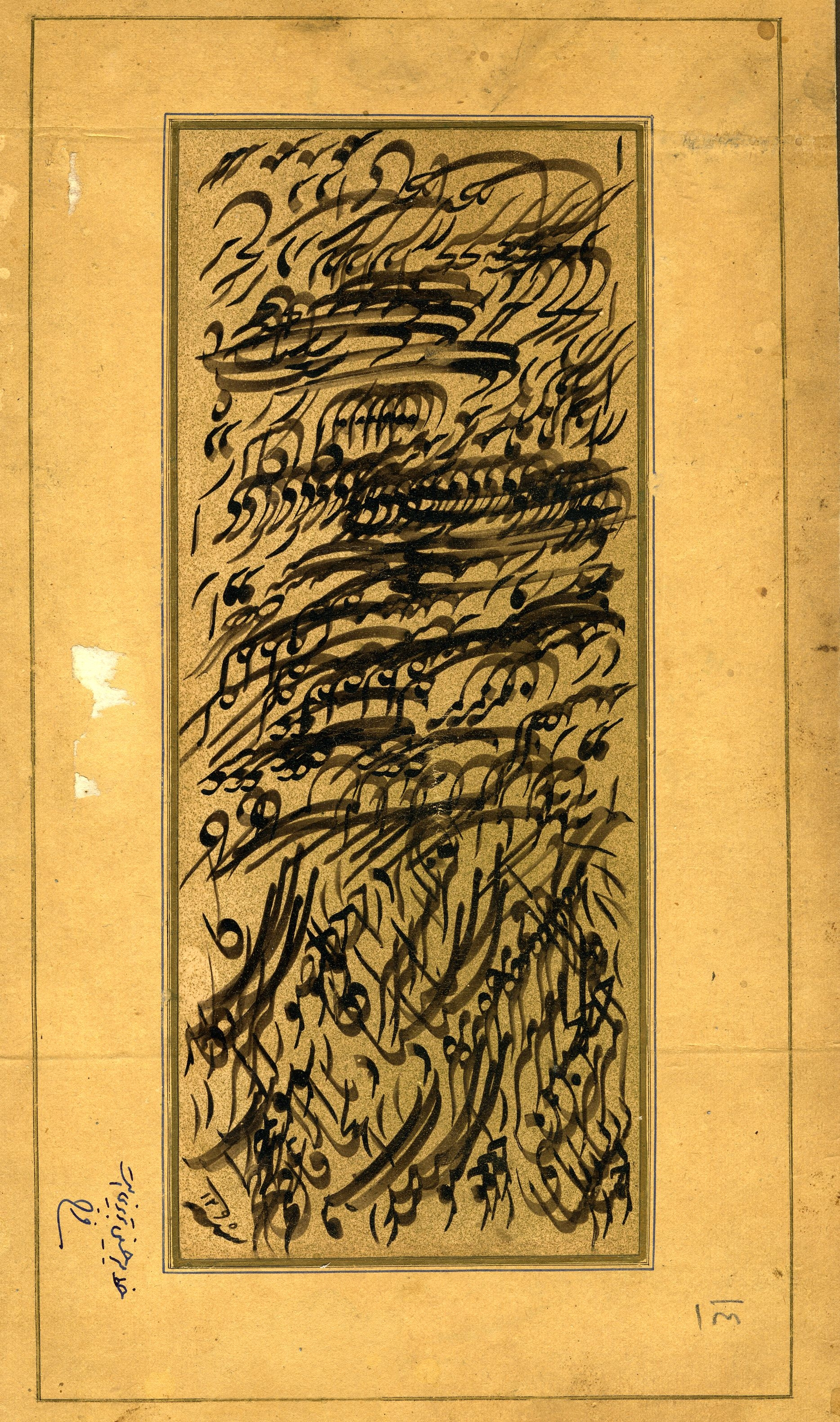
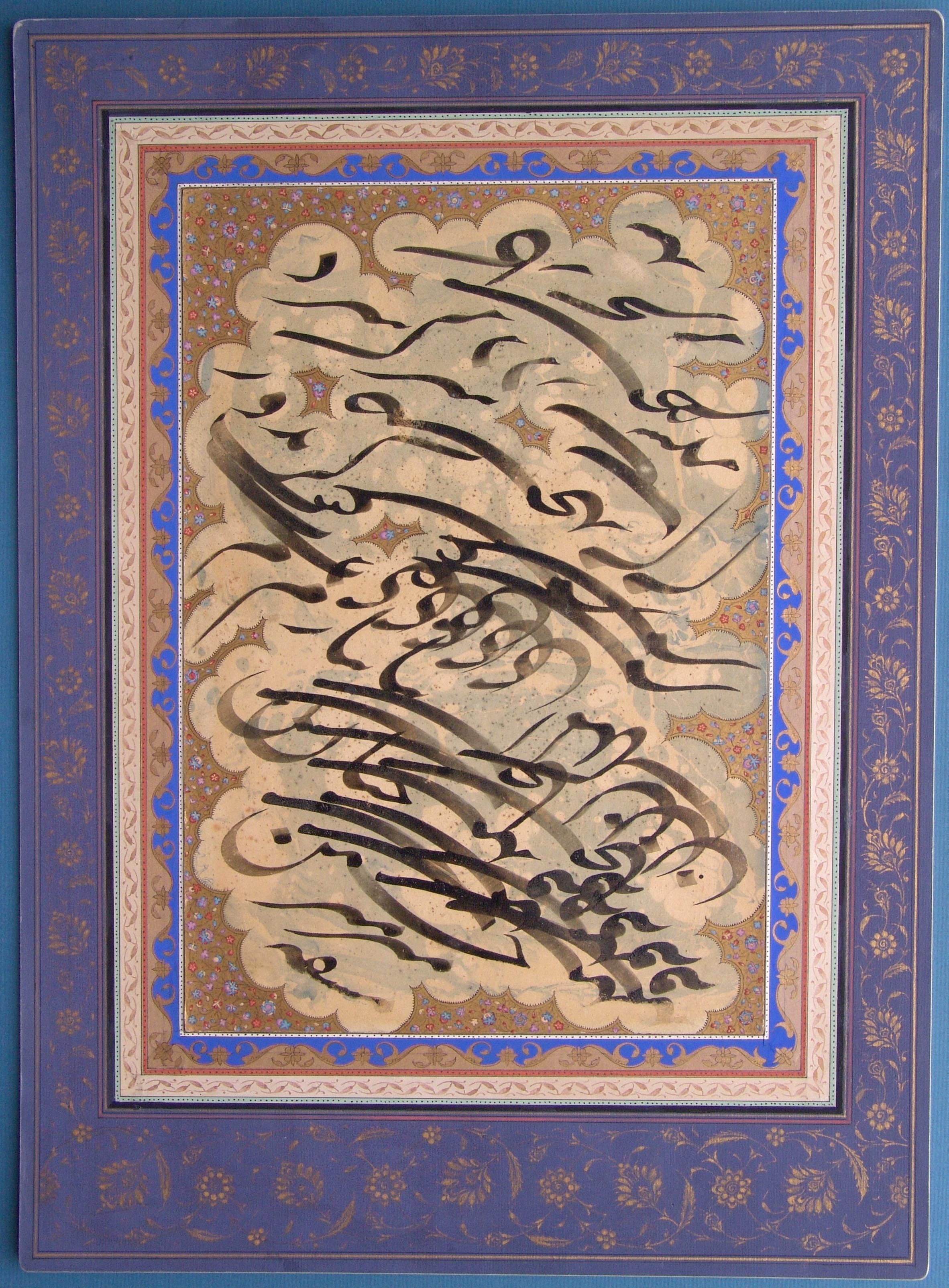
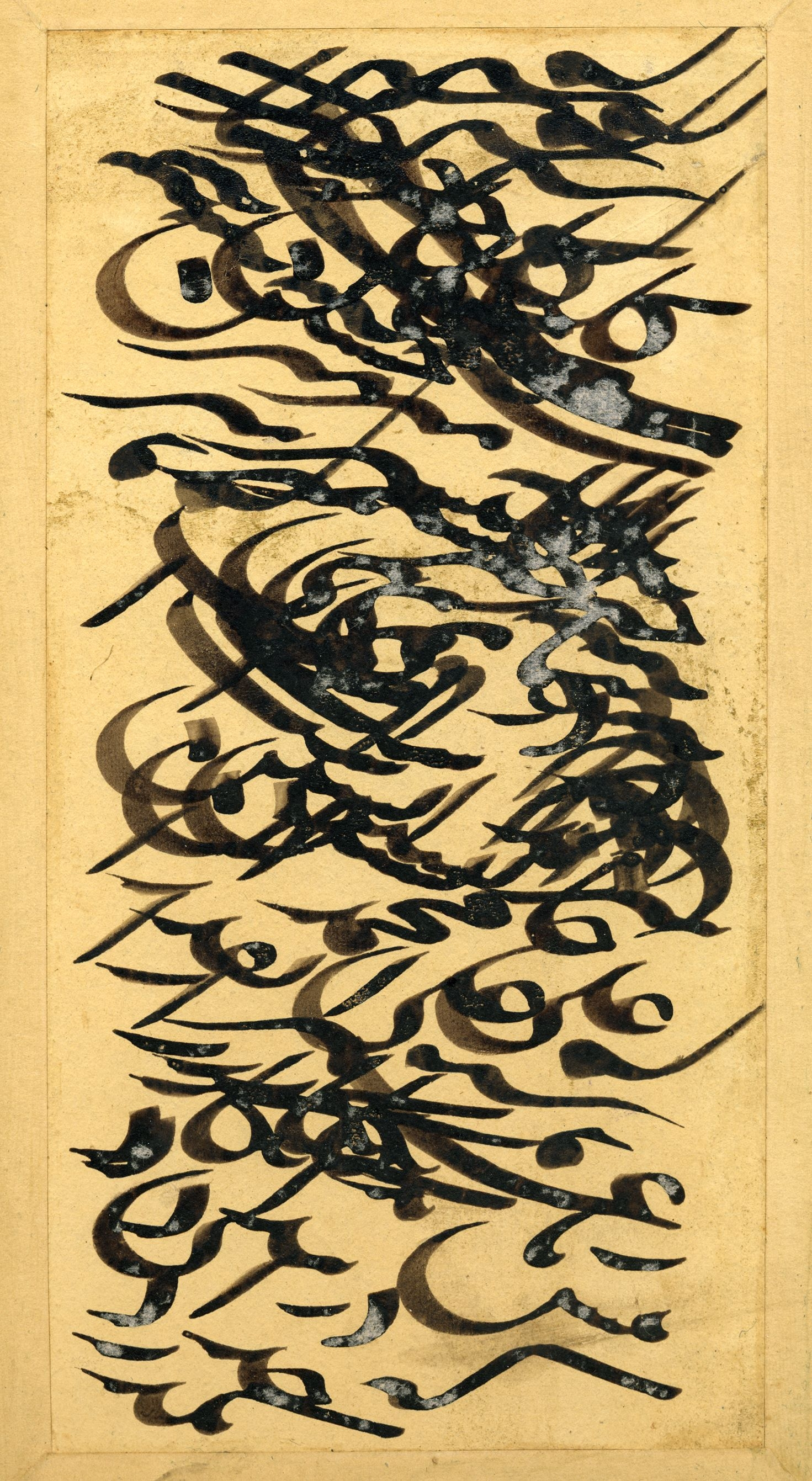
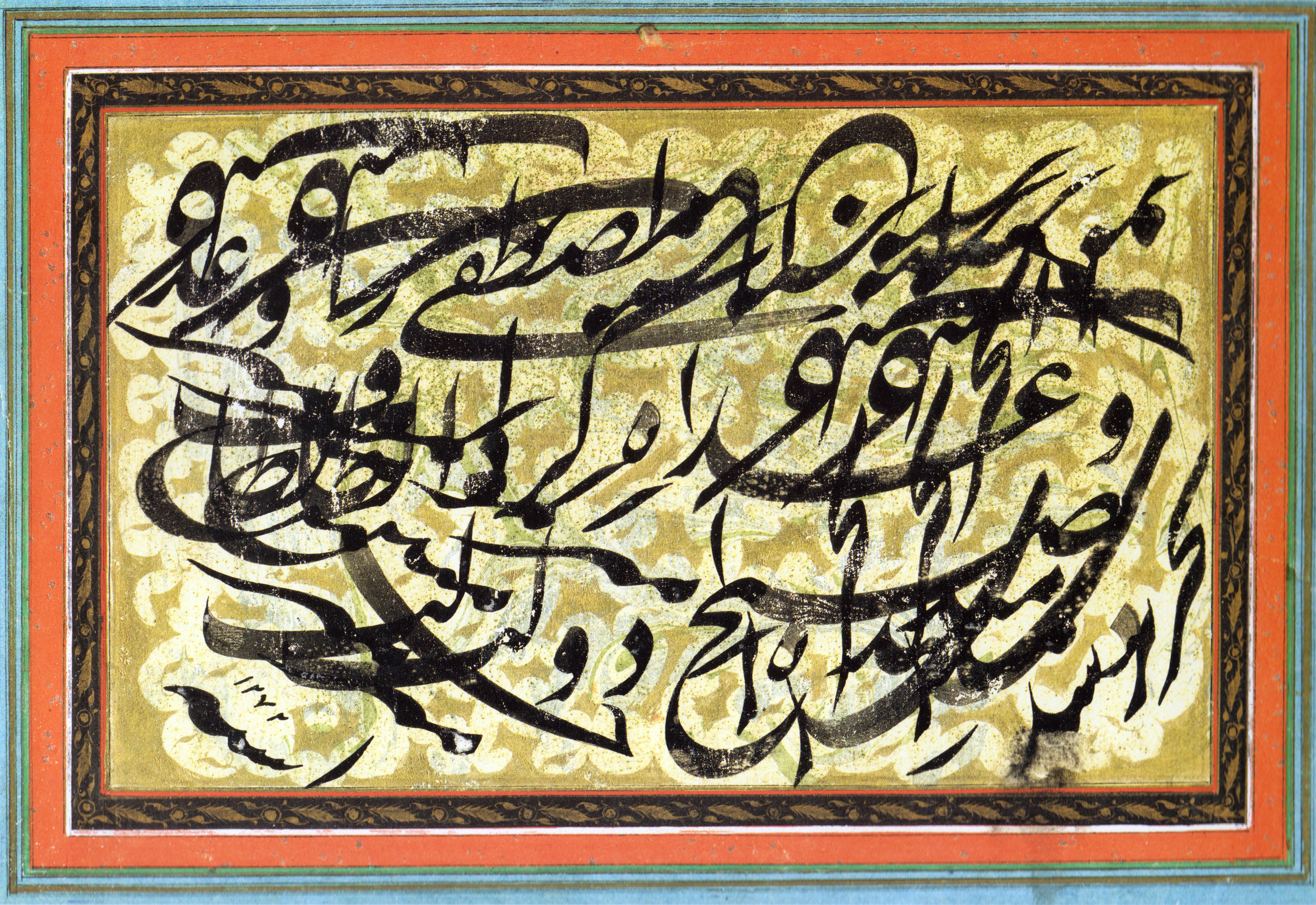